# إبراهام رودريغيز (لاعب كرة قدم)
إبراهام رودريغيز (بالإنجليزية: Abraham Rodriguez)‏ هو لاعب كرة قدم أمريكي في مركز حراسة المرمى، ولد في 19 يوليو 2002 في ثورنتون في الولايات المتحدة. لعب مع كولورادو رابيدز ونادي كولورادو سبرينغس.

## وصلات خارجية
- إبراهام رودريغيز (لاعب كرة قدم) على موقع الدوري الأمريكي (الإنجليزية)
- إبراهام رودريغيز (لاعب كرة قدم) على موقع قاعدة بيانات كرة القدم.إي يو (الإنجليزية)
- إبراهام رودريغيز (لاعب كرة قدم) على موقع Soccerway.com (الإنجليزية)